# Technische und Ökonomische Hochschule in Budweis
Die Technische und Ökonomische Hochschule in České Budějovice, tschechisch Vysoká škola technická a ekonomická v Českých Budějovicích (kurz VŠTE) ist eine nichtuniversitäre  öffentliche Hochschule in České Budějovice, Tschechien. Sie wurde im Jahre 2006 durch das Gesetz Nr. 162/2006 Sb. gegründet und besteht aus sechs Lehrstühlen. Zum Studienangebot gehören Studiengänge aus den Bereichen Wirtschaft und Bauwesen.